# Emma Koivisto
Emma Wilhelmina Koivisto, född 25 september 1994 i Helsingfors, är en finländsk fotbollsspelare som representerar AC Milan och Finlands landslag. Hon har tidigare spelat för bland annat Kopparbergs/Göteborg FC i Damallsvenskan.

## Karriär
Inför säsongen 2018 värvades Koivisto av Kopparbergs/Göteborg FC. Hon var med och vann SM-guld 2020. Efter säsongen 2020 lämnade Koivisto klubben.